# Pakość
Pakość è un comune urbano-rurale polacco del distretto di Inowrocław, nel voivodato della Cuiavia-Pomerania.
Ricopre una superficie di 86,29 km² e nel 2004 contava 9 968 abitanti.